# Theodor Schreiber
Georg Theodor Schreiber, född 13 mars 1848 i Strehla, död 13 mars 1912 i Leipzig, var en tysk arkeolog. 
Schreiber blev 1885 extra ordinarie professor i klassisk konstarkeologi vid Leipzigs universitet och 1886 tillika direktör för Leipzigs konstmuseum. Han ledde 1898–1902 arkeologiska utgrävningar i Alexandria. 
Schreiber utgav "Kulturhistorischer Bilderatlas. I. Altertum" (1884–85; andra upplagan 1888) och Die hellenistischen Reliefbilder (1889–94) m.m. samt skrev bland annat Die alexandrinische Toreutik (I, 1894) och Die Nekropole von Kom-esch-Schukâja (två delar, 1908; praktverk över ovannämnda utgrävningar).